# Содхи, Суриндер Сингх
Суриндер Сингх Содхи Шокар (англ. Surinder Singh Sodhi Shokar, 22 июня 1957, Фирозпур, Индия) — индийский хоккеист (хоккей на траве), нападающий. Олимпийский чемпион 1980 года.

## Биография
Суриндер Сингх Содхи родился 22 июня 1957 года в индийском городе Фирозпур.
Учился в колледже Лайяллпур Халса в Джаландхаре.
На протяжении всей карьеры был офицером полиции Пенджаба, выступал за её хоккейную команду.
В 1975 году дебютировал в сборной Индии в европейском турне, где она сыграла с ФРГ, Испанией и Францией. Содхи стал самым результативным игроком.
В 1978 году в составе сборной Индии завоевал серебряную медаль хоккейного турнира летних Азиатских игр в Бангкоке.
В 1980 году вошёл в состав сборной Индии по хоккею на траве на летних Олимпийских играх в Москве и завоевал золотую медаль. Играл на позиции нападающего, провёл 6 матчей, забил 15 мячей (пять в ворота сборной Танзании, по четыре — Испании и Кубе, два — СССР).
Последним международным турниром Содхи стал Трофей чемпионов 1982 года в Амстердаме, где он был капитаном сборной.
В 1978 году получил премию Махараджи Ранджита Сингха, в 1993 году — полицейскую медаль Катена Шева, в 1994 году — полицейскую медаль за заслуги. В 1997 году удостоен высшей спортивной премии Индии «Арджуна».